# Człowiek nie jest ptakiem
Człowiek nie jest ptakiem (serb.-chorw. Čovek nije tica / Човек није тица) – jugosłowiański czarno-biały film eksperymentalny z 1965 roku w reżyserii Dušana Makavejeva. 

## Obsada
- Milena Dravić jako Rajka
- Janez Vrhovec jako Jan Rudinski
- Stole Aranđelović jako „Barbool” Barbulović
- Eva Ras jako żona Barboola
- Boris Dvornik jako Bosko, kierowca ciężarówki
- Dušan Antonijević jako kolejarz
- Dušan Janićijević
- Danilo Bata Stojković
- Bosa Stojadinović
- Mirjana Blašković
- Ljiljana Jovanović
- Predrag Milinković